# خشمگین ۷
خشمگین ۷ (به انگلیسی: Furious 7) یا سریع و خشمگین ۷، هفتمین فیلم از مجموعه فیلم‌های سریع و خشمگین است. در این فیلم بازیگرانی همچون وین دیزل، پل واکر، میشل رودریگز، جوردانا بوروستر، دواین جانسون، ترسی گیبسون، لوداکریس، جایمن هانسو و جیسون استاتهام ایفای نقش می‌کنند. این فیلم پس از فیلم سریع و خشمگین ۶ از این مجموعه تولید شده‌است. تصویر برداری فیلم در ابوظبی امارات و ایالت‌های کالیفرنیا، جورجیا آمریکا و انتاریو کانادا انجام شده‌است.
در کنار تمجید منتقدان از بازیگران، سکانس های اکشن و ادای احترام احساسی آن به واکر، بسیاری این فیلم را یکی از بهترین های این مجموعه می‌دانند.
پس از مرگ ناگهانی پل واکر یکی از بازیگران نقش اصلی فیلم در ۳۰ نوامبر ۲۰۱۳، کمپانی یونیورسال پیکچرز اعلام کرد که فیلم‌نامه بازنویسی خواهد شد و پس از مدت کوتاهی، تهیه فیلم ادامه خواهد یافت. صحنه‌های کلیدی که پل واکر در آن‌ها حضور داشت حذف نشد و همچنین برای بازسازی چهره پل واکر برای ادامه فیلم‌برداری از جلوه‌های ویژه و بدل استفاده شد.
اکران فیلم نیز از تاریخ ۱۱ ژوئیه ۲۰۱۴ به ۳ آوریل ۲۰۱۵ تعویق افتاد.

## موضوع
داستان فیلم بعد از وقایع فیلم قبلی جریان دارد. بعد از سرنگونی اوون شاو، دومینیک تورتو و گروهش با دریافت حکم آزادی در حال تجربهٔ یک زندگی معمولی هستند؛ اما برادر بزرگتر شاو، با نام دکارد به دنبال دومینیک و گرفتن انتقام است.

## داستان
پس از شکست اوئن شاو و دریافت عفو برای جرائم گذشته‌شان، دامنیک تورتو، برایان اوکانر و گروهشان به ایالات متحده بازمی‌گردند تا زندگی عادی‌ای را آغاز کنند. دام می‌کوشد به لتی اورتیز کمک کند تا حافظه‌اش را بازیابد و برایان نیز خود را با نقش جدیدش به‌عنوان پدر سازگار می‌کند.
در همین حال، برادر بزرگ‌تر اوئن، دکارد شاو، به بیمارستانی در لندن نفوذ می‌کند که اوئنِ در کما در آن بستری است و سوگند یاد می‌کند انتقام بگیرد. سپس، دکارد به دفتر سرویس امنیت دیپلماتیک در لس‌آنجلس نفوذ کرده و برای دسترسی به پرونده‌های اعضای گروه دام، با لوک هابز درگیر می‌شود و پس از درگیری، با منفجر کردن یک بمب فرار می‌کند که باعث جراحت شدید هابز می‌شود. دام از خواهرش، میا، می‌شنود که دوباره باردار است و او را تشویق می‌کند که این خبر را با برایان در میان بگذارد. اما درست در همین زمان، یک بمب پستی که دکارد فرستاده و پیشتر هان لو را در توکیو کشته‌، منفجر شده و خانهٔ خانوادهٔ تورتو را نابود می‌کند.
دام با هابز دیدار می‌کند و دربارهٔ دکارد اطلاعاتی به‌دست می‌آورد. سپس به توکیو سفر می‌کند تا جسد هان را تحویل بگیرد و وسایلی را که در محل تصادف یافت شده، از شان بوزول دریافت می‌کند. دام، برایان، تج پارکر و رومن پیرس در مراسم خاکسپاری هان و گیسل یاشار در لس‌آنجلس شرکت می‌کنند؛ دام در آنجا دکارد را می‌بیند که آن‌ها را زیر نظر دارد. او در تونلی زیرزمینی با دکارد روبه‌رو می‌شود، اما دکارد فرار می‌کند، چون یک گروه عملیات مخفی به فرماندهی مأمور دولتی «آقای هیچ‌کس» از راه می‌رسد. آقای هیچ‌کس به دام پیشنهاد می‌دهد در ازای کمک به دستگیری دکارد، او نیز به گروه کمک کند تا «چشم خدا» را بازپس بگیرند؛ برنامه‌ای رایانه‌ای که می‌تواند هر فرد خاصی را از طریق هرگونه شبکه دیجیتال ردگیری کند، و همچنین خالق آن یعنی رمزی را از دست موسه جاکانده، یک تروریست نیجریه‌ای، نجات دهند.
گروه، با خودروهای آف‌رود تقویت‌شده، از هواپیما در کوه‌های  قفقاز در جمهوری آذربایجان پیاده می‌شوند و به کاروان جاکانده حمله کرده و رمزی را نجات می‌دهند. سپس به برج‌های اتحاد در ابوظبی می‌روند و حافظهٔ فلش حاوی تراشهٔ چشم خدا را از یک میلیاردر درون یک لایکن هایپراسپورت سرقت می‌کنند. با در اختیار داشتن چشم خدا، دام، برایان، آقای هیچ‌کس و تیمش با استفاده از آن، دکارد را تا یک کارخانهٔ متروکه تعقیب می‌کنند، اما توسط جاکانده و افرادش که با دکارد متحد شده‌اند، غافلگیر می‌شوند. آن‌ها مجبور به فرار می‌شوند و جاکانده چشم خدا را به‌دست می‌آورد.
آقای هیچ‌کس به‌طور اورژانسی تخلیه می‌شود و گروه به لس‌آنجلس بازمی‌گردد. دام تصمیم می‌گیرد به‌تنهایی با دکارد مقابله کند، در حالی‌که لتی، برایان، تج و رومن تصمیم می‌گیرند از رمزی در برابر جاکانده محافظت کنند. برایان به میا قول می‌دهد که پس از شکست دکارد و جاکانده، خود را تماماً وقف خانواده‌شان خواهد کرد. هم‌زمان با تعقیب گروه توسط جاکانده با بالگرد پنهان‌کار و پهپاد رزمی، رمزی تلاش می‌کند تا به چشم خدا نفوذ کند. هابز با اطلاع از اوضاع، بیمارستان را ترک می‌کند و با یک آمبولانس پهپاد را نابود می‌کند. برایان، پس از نبرد با یکی از افراد جاکانده به‌نام کیت و کشتن او، یک برج تقویت سیگنال را تصرف می‌کند تا رمزی بتواند چشم خدا را کنترل کرده و آن را از کار بیندازد.
با نزدیک‌شدن نیروهای ارتش به شهر، جاکانده قصد فرار دارد و هم‌زمان، دام و دکارد بر فراز یک پارکینگ طبقاتی درگیر نبردی تن‌به‌تن می‌شوند. جاکانده وارد ماجرا شده و هر دو را هدف قرار می‌دهد. دام از این فرصت استفاده می‌کند و با فروریختن بخشی از پارکینگ، دکارد را شکست می‌دهد. سپس با دوج چارجر خود به سمت بالگرد جاکانده یورش می‌برد، کیسه‌ای از نارنجک‌ها را روی آن رها کرده و روی آوار پارکینگ سقوط می‌کند. هابز با شلیک به نارنجک‌ها، بالگرد را منفجر کرده و جاکانده را می‌کشد.
پس از آن‌که برایان و هابز دام بی‌هوش را بیرون می‌کشند، لتی او را در آغوش می‌گیرد و به او می‌گوید که تمام خاطراتش را به‌یاد آورده و حتی مراسم ازدواجشان را هم به خاطر دارد. دام به هوش می‌آید. دکارد توسط هابز و مأموران سازمان سیا بازداشت شده و به زندانی مخفی منتقل می‌شود. باقی اعضای گروه در ساحلی گرمسیری به استراحت می‌پردازند. برایان و میا با پسرشان جک بازی می‌کنند، در حالی‌که دام، لتی، رومن، تج و رمزی از دور نگاه می‌کنند و می‌پذیرند که برایان اکنون با خانواده‌اش بازنشسته شده است. دام رانندگی را آغاز می‌کند و برایان به او می‌پیوندد. در حالی‌که دام خاطراتش با برایان را مرور می‌کند، آن‌ها با یکدیگر خداحافظی کرده و در دو مسیر متفاوت رانندگی می‌کنند.

## تولید و فروش
این فیلم با بودجه پرهزینه بالغ بر ۲۵۰ میلیون دلار، در هفته افتتاحیه خود ۳۹۷.۶ میلیون دلار در سراسر جهان فروخت که در آن زمان بالاترین رقم در تمام دوران بود. سرانجام به فروش جهانی ۱٫۵۱۶ میلیارد دلاری دست یافت و آن را به سومین فیلم پر فروش سال ۲۰۱۵ و پرفروش‌ترین فیلم این مجموعه تا به امروز تبدیل کرد.
ترانه دوباره می‌بینمت از ویز خلیفه و چارلی پوث که در پایان فیلم پخش می شود برای ادای احترام به پل واکر ساخته شد و مورد تحسین عموم مردم و منتقدان قرار گرفت. این آهنگ بر اساس آی‌اف‌پی‌آی، پرفروش ترین آهنگ سال ۲۰۱۵ در سراسر جهان بود.

## نقش‌ها
- وین دیزل در نقش دومینیک تورتو: خلافکار سابق و مسابقه دهنده خیابانی
- پل واکر در نقش برایان اوکانر: مأمور سابق اف‌بی‌آی
- جیسون استاتهام در نقش دکارد شاو: برادر بزرگ اوون شاو
- میشل رودریگز در نقش لتی اورتیز: همسر دومنیک تورتو
- جوردانا بوروستر در نقش میا تورتو: خواهر دومنیک تورتو و همسر برایان اوکانر
- دواین جانسون در نقش لوک هابز: دیپلمات سرویس امنیتی.
- ترسی گیبسون در نقش رومن پیرس: دوست برایان اوکانر
- لوداکریس در نقش تج پارکر: دوست برایان اوکانر و رومن پیرس.
- ناتالی امانوئل در نقش رمزی: هکر اینترنتی.
- تونی جا در نقش کیت
- السا پاتاکی در نقش الینا
- کرت راسل در نقش فرانک پتی/آقای هیچکس
- راندا روزی در نقش کارا
- جایمن هانسو در نقش موس جکنده
- علی فضل در نقش صَفَر

## موسیقی
موسیقی متن فیلم توسط برایان تایلر ساخته شده است که موسیقی فیلم قسمت های سوم، چهارم و پنجم این مجموعه را نیز ساخته است. 

## انتقادات دریافتی
فیلم Furious 7 به دلیل ادای احترام احساسی به پل واکر، نقدهای مثبتی از منتقدان دریافت کرد. وب‌سایت گردآوری نقد و بررسی راتن تومیتوز بر اساس 281 نقد، امتیاز تأیید 81% با میانگین امتیاز 7.70/10 را گزارش داد که بالاترین امتیاز فیلم در این فرنچایز تا به امروز است.